# Richmond (Texas)
Richmond ist eine Stadt mit dem Status „City“ und Verwaltungssitz (County Seat) des Fort Bend County im US-Bundesstaat Texas in den Vereinigten Staaten und ist ein Teil der Houston–Sugar Land–Baytown Metropolitan Area. Das U.S. Census Bureau hat bei der Volkszählung 2020 eine Einwohnerzahl von 11.627 ermittelt.

## Geographie
Die Stadt liegt etwa 40 Kilometer südwestlich der Innenstadt von Houston und nördlich des U.S. Highway 69. Die nördlichen Bezirke von Richmond werden vom Brazos River durchflossen.

## Geschichte
Erste Siedler ließen sich im Jahr 1822 an einem Bogen des Brazon River nieder und errichteten eine Befestigung, die sie nach der englischen Stadt Richmond benannten. Aufgrund verschiedener kriegerischer Auseinandersetzungen in der Gegend, wie dem Runaway Scrape 1836 und dem Yaybird-Woodpecker War in den Jahren 1888 und 1889 verringerte sich die Zahl der Einwohner zeitweise.
Zunächst war der Anbau von Baumwolle die Hauptlebensgrundlage der Einwohner. Es folgten Betriebe mit Rinderzucht. In den 1930er Jahren wurden auch Erdöl und Schwefel gewonnen. Durch die Wahl zum Verwaltungssitz des Fort Bend County erhielt der Ort weiteren Zulauf.
Heute wird Richmond als ruhige Wohngegend für Pendler in die nahe Metropole Houston genutzt.

## Historische Gebäude
Das Fort Bend County Courthouse, das John M. and Lottie D. Moore House, das Lamar-Calder House und die Methodist Church of Richmond sind in der Liste der Einträge im National Register of Historic Places im Fort Bend County
aufgeführt.

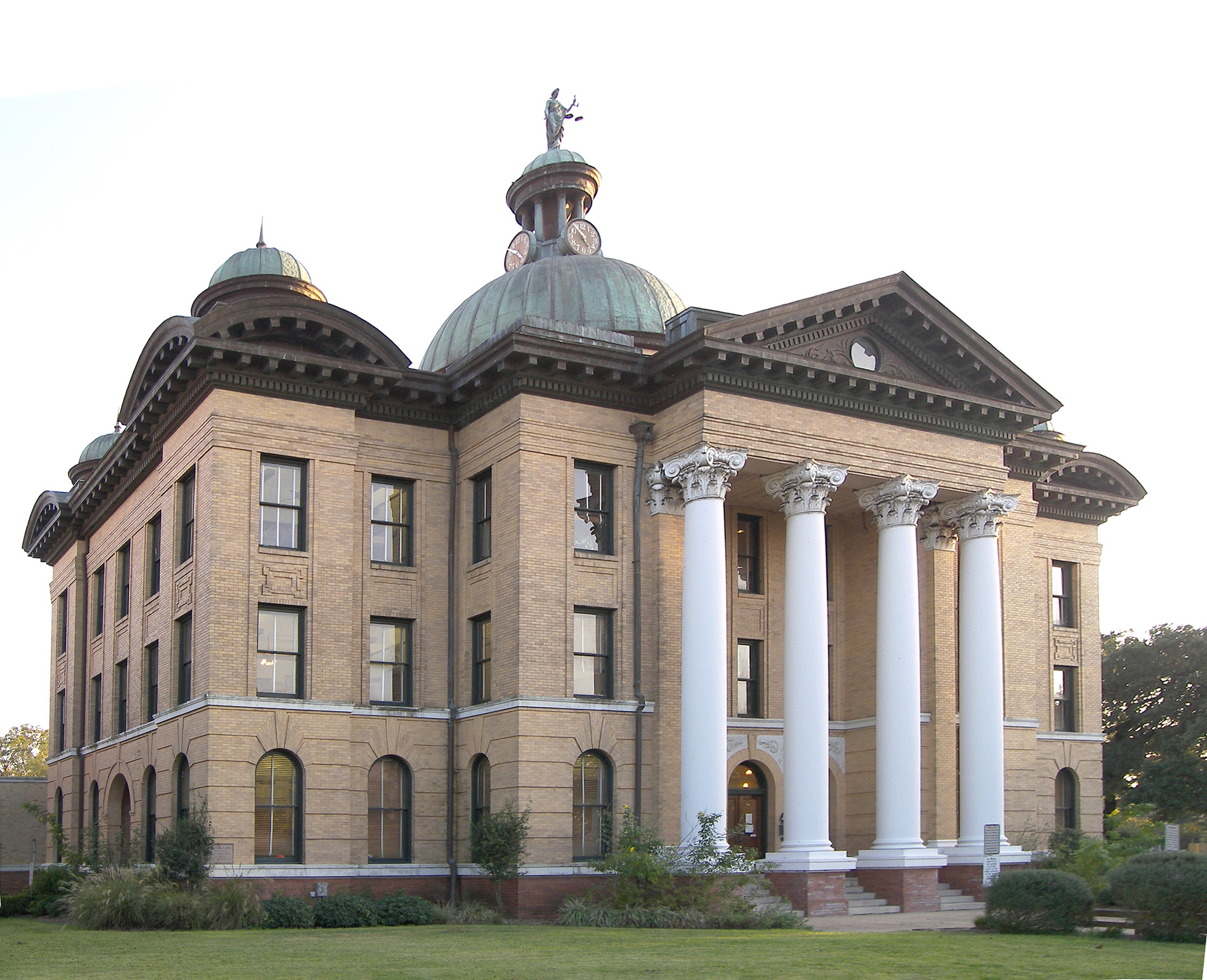
Fort Bend County Courthouse
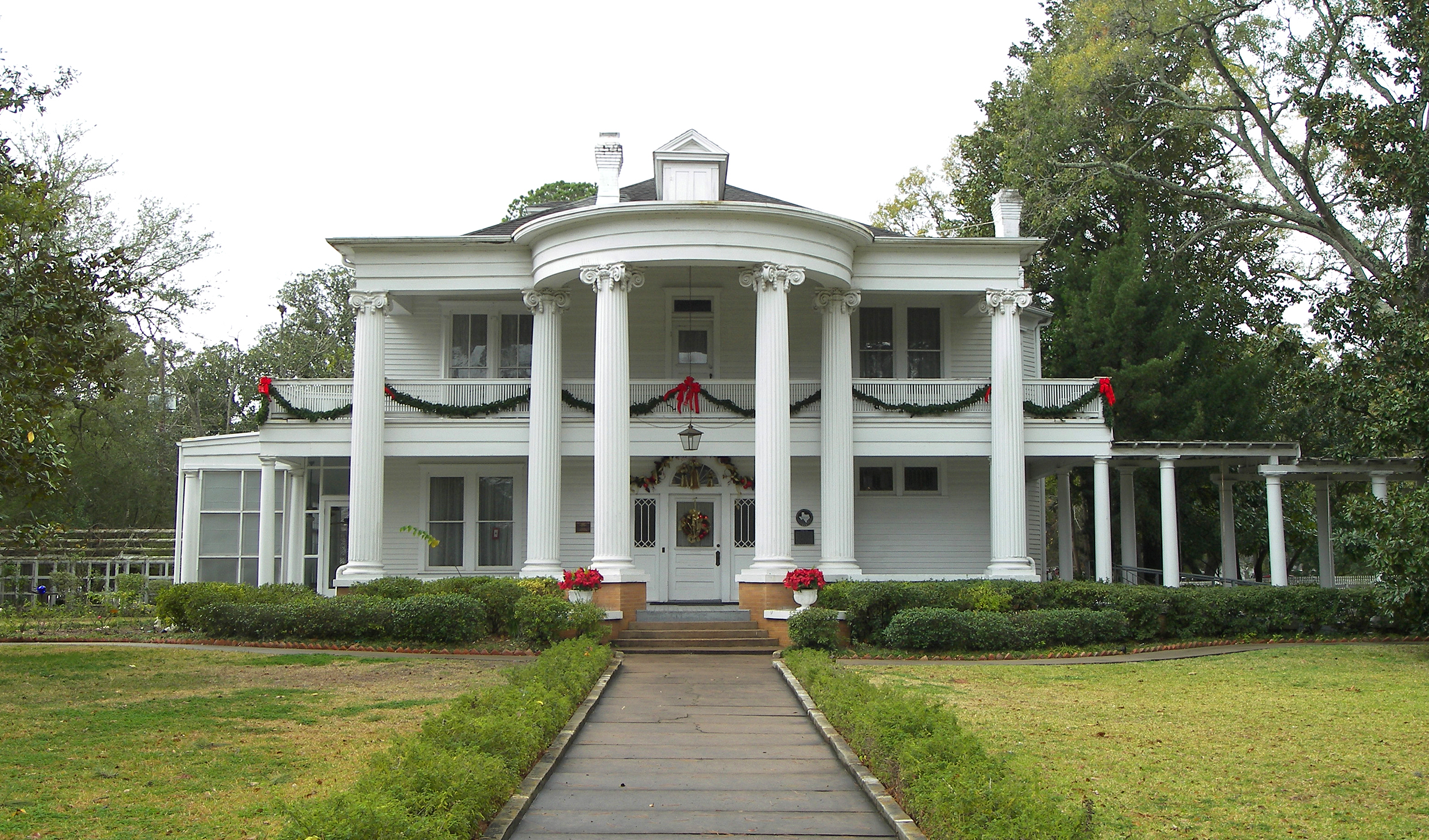
John M. and Lottie D. Moore House
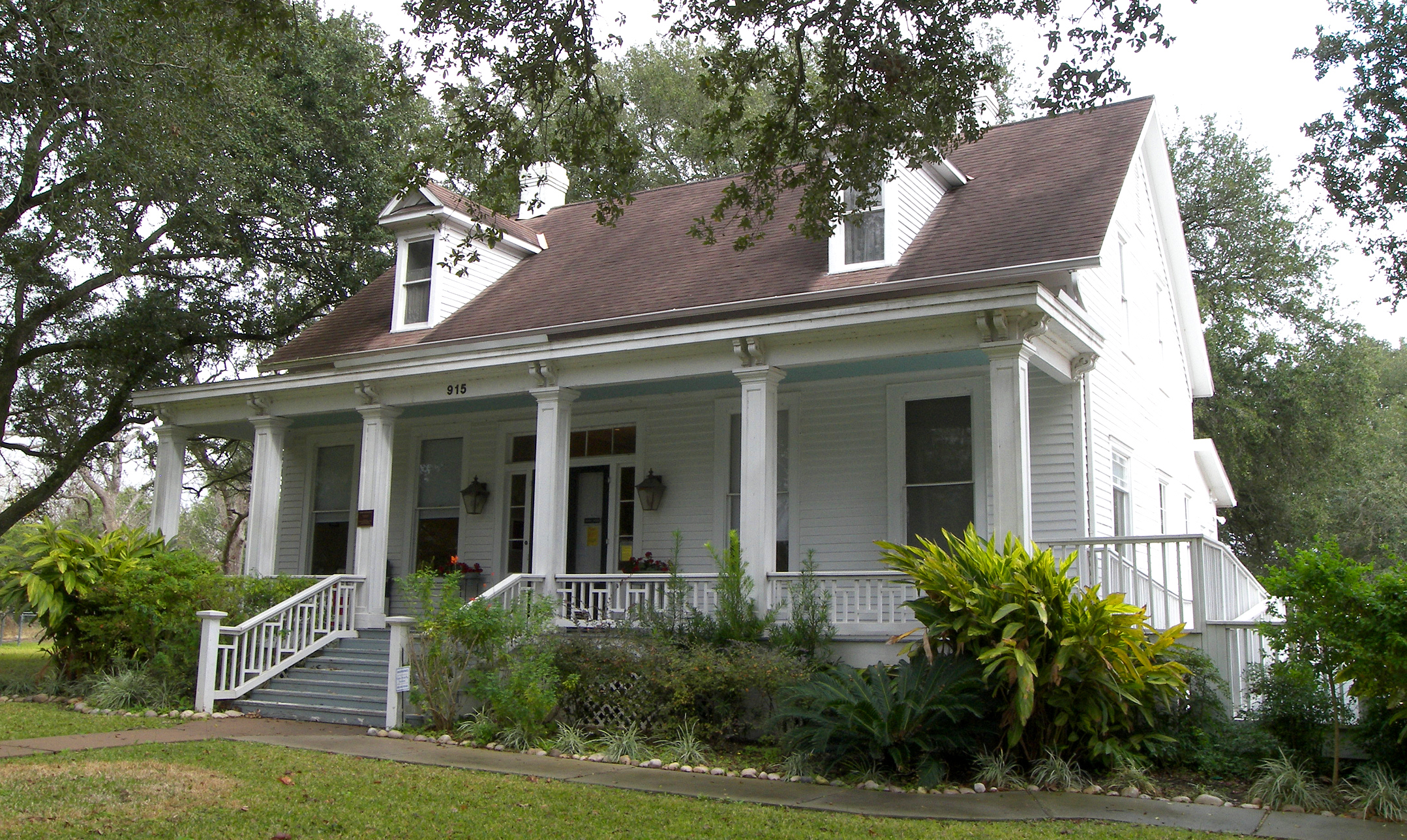
Lamar-Calder House

## Demografische Daten
Im Jahr 2013 wurde eine Einwohnerzahl von 11.863 Personen ermittelt. Das Durchschnittsalter lag zu diesem Zeitpunkt mit 31,9 Jahren in der Größenordnung des Wertes von Texas, der 30,8 Jahre betrug. Über die Hälfte der Einwohner wird den Hispanics zugerechnet.

## Söhne und Töchter der Stadt
- John M. Moore (1862–1940), Politiker
- Jermall Charlo (* 1990), Boxer